# Allan Pred
Allan Richard Pred, född 1936 in New York, död 5 januari 2007 i Berkeley, var en amerikansk kulturgeograf. Mellan 1971 och 2006 var han professor vid University of California, Berkeley, USA. Pred hade starka band till Sverige, och en del av hans forskning behandlar svenska förhållanden.

## Hedersutmärkelser
- Hedersdoktor vid Uppsala universitet 1992.

### Böcker
- External relations of cities during "Industrial Revolution": with a case study of Göteborg, Sweden: 1868-1890.	 (1962)
- Spatial dynamics of U.S. urban-industrial growth, 1800-1914; interpretive and theoretical essays (1966)
- Behavior and location. Foundations for a geographic and dynamic location theory. (1967)
- Urban growth and the circulation of information: the United States system of cities, 1790-1840 (1973)
- Systems of cities and information flows. Two essays. Tillsammans med Gunnar Törnqvist.
- Major job-providing organizations and systems of cities (1974)
- City-systems in advanced economies : past growth, present processes and future development options (1977)
- Urban growth and city systems in the United States, 1840-1860 (1980)
- Place, practice, and structure : social and spatial transformation in southern Sweden, 1750-1850 (1986)
- Making histories and constructing human geographies : the local transformation of practice, power relations, and consciousness (1990)
- Lost words and lost worlds : modernity and the language of everyday life in late nineteenth-century Stockholm (1990)
- Reworking modernity : capitalisms and symbolic discontent with Michael John Watts. (1992)
- Recognizing European modernities: a montage of the present (1995.) London: Routledge. ISBN 0-415-12136-1.
- Even in Sweden: Racisms, Racialized Spaces, and the Popular Geographical Imagination (2000)

- Past is not dead : facts, fictions, and enduring racial stereotypes (2004)

### Artiklar
- "Place as Historically Contingent Process : Structuration and the Time-Geography of Becoming Places." Annals of the Association of American Geohgraphers 74 (1984), 279-297.
- "Somebody Else, Somewhere Else: Racisms, Racialized Spaces and the Popular Geo-graphical Imagination in Sweden". Antipode, 29 (1997), 383–416.
- "The Nature of Denaturalized Consumption and Everyday Life," in Bruce Braun and Noel Castree, eds., Remaking Reality: Nature at the Millennium (London and New York: Routledge, 1998), 153-172.
- "Memory and the Cultural Reworking of Crisis: Racisms and the Current Moment of Danger in Sweden, or Wanting it Like Before," Society and Space, 16 (1998), 635-664.
- "Unspeakable Spaces: Racisms Past and Present on Exhibit in Stockholm, or the Unad-dressable Addressed."  City & Society, 13 (2000), 119-159.